# Фріц Цвіккі
Фріц Цвіккі (нім. Fritz Zwicky; 14 лютого 1898 — 8 лютого 1974) — американський астроном швейцарського походження.

## Наукова біографія
Родився у Варні (Болгарія). У 1920 закінчив Технологічний інститут у Цюриху. До 1925 працював у цьому ж інституті, з 1925 — у Каліфорнійському технологічному інституті (США) і в обсерваторіях Маунт-Вілсон і Маунт-Паломар (з 1942 — професор астрофізики). У 1943—1961 був також головним науковим консультантом фірми «Аероджет Дженерал корпорейшн» (Азуза, штат Каліфорнія).
Основні наукові роботи стосуються позагалактичної астрономії та фізики наднових зір. Відкрив і описав десятки тисяч галактик і скупчень галактик, створив фундаментальний шеститомний каталог галактик. Виконав численні дослідження їхнього просторового розподілу; виходячи з особливостей цього розподілу, дійшов до висновку про існування міжгалактичної поглинаючої речовини хмарної структури, а також загального міжгалактичного поля темної матерії. Першим висловив думку про існування речовини за видимими (оптичними) межами галактик, що знайшло підтвердження в подальших спостереженнях (перемички, мости між галактиками, викиди з них). Разом із С.Смітом (англ. Sinclair Smith) вперше запропонував застосувати теорему віріалу до скупчень галактик і показав, що динамічна енергія скупчень занадто велика, якщо не допустити існування в них прихованої маси. Ця ідея Цвіккі набула принципового значення в сучасній космології. Здійснив пошуки галактик невеликих розмірів, що призвели до відкриття дуже компактних галактик високої світності (так звані галактики-пігмеї). У 1934 спільно з В. Г. В. Бааде виділив наднові як самостійну групу серед нових зір; в 1936 організував службу наднових зір у галактиках, яка, з невеликою перервою, ведеться до теперішнього часу в декількох обсерваторіях. Відкрив багато наднових зір, визначив частоту їхніх спалахів в галактиках різних типів. У 1934 Цвіккі і Бааде першими висловили припущення, що в результаті вибуху наднової утворюється надщільна вироджена зоря, що складається з нейтронів. З явищем наднової Цвіккі пов'язував також походження космічних променів. Відкрив велику кількість білих карликів.
У жовтні 1946 під керівництвом Цвіккі за допомогою ракети V2 здійснили запуск «штучних метеорів» — перший експеримент зі створення штучних астрономічних об'єктів. Розробив і успішно застосував до вивчення галактик метод «аналітичної фотографії», що полягає в накладенні негативного й позитивного відбитків однієї області неба, знятих у різних променях. Є автором своєрідного морфологічного методу досліджень в астрономії й ракетній техніці, викладеного ним у книгах «Морфологічна астрономія» (1957) і «Морфологія реактивного руху» (1962). Засновник і президент (з 1961) Товариства морфологічних досліджень. Цвіккі належать 50 патентів, в основному в галузі ракетної техніки, він винайшов низку реактивних і гідротурбореактивних двигунів.
Гаррі Трумен у 1949 нагородив його медаллю Свободи за внесок у ракетні технології.
Золота медаль Лондонського королівського астрономічного товариства (1972).
Його ім'ям названі кратер на Місяці та астероїд 1803 Цвіккі.